# Iranomecyna dimorphalis
Iranomecyna dimorphalis is een vlinder uit de familie van de grasmotten (Crambidae). De wetenschappelijke naam van de soort is voor het eerst gepubliceerd in 1961 door Hans Georg Amsel.
Deze soort komt voor in Iran.